# Universal Disk Format
Het Universal Disk Format (UDF) is een specificatie voor een bestandssysteem, bedoeld voor het bewaren van bestanden op media waarop men kan opnemen. 
Het is een toepassing van de ISO 13346-standaard en een extensie van ISO 9660. Het wordt vooral gebruikt op media waar weinig of niet overschreven moet worden, zoals:
- magneto-optische schijven
- dvd (inbegrepen dvd-video, dvd-rom, dvd-r en andere)
- cd-r, cd-rw

Het wordt echter ook veel toegepast voor volledig herschrijfbare media die op meerdere platforms gebruikt worden, zoals:
- Geheugenkaarten
- Iomega REV-schijven
- Cd-mrw-schijven
- Dvd-ram-schijven

Het wordt ondersteund door software voor het branden van cd's, zoals Nero Burning Rom, DirectCD, InCD, Toast en Write UDF en rechtstreeks door besturingssystemen zoals Linux en Mac OS X.
UDF is in feite de opvolger van ISO 9660, omdat het meer bestanden toelaat, grotere schijfgroottes aankan en meer informatie kan bijhouden per bestand en per map.
UDF laat ook toe een cd-rw-schijf te gebruiken alsof het een floppydisk is.

## Referentie
- ISO/IEC 13346-standaard, ook bekend als ECMA-167.